# Superornatiremidae
Superornatiremidae é uma família de crustáceos da ordem Harpacticoida.